# باس طاووس خالدار
سیچلا تمنسیس ، پاون خالدار ، باس طاووس خالدار ، پاون رنگ شده یا باس طاووس سه لکه، یک سیچلاید بسیار بزرگ بومی آمریکای جنوبی است. این گونه بعنوان یک ماهی خوراکی ارزشمند و یک ماهی بسیار محبوب در بین ماهیگیران ورزشی میباشد. این گونه  با طول تقریباً ۱ متر (۳٫۳ فوت) و ۱۳ کیلوگرم (۲۹ پوند) وزن، بزرگترین سیچلاید قاره آمریکا، و شاید بزرگترین سیچلاید موجود در جهان است.  تنها سیچلاید غول پیکر دریاچه تانگانیکا در قاره آفریقا به اندازه های مشابهی می رسد. 